# Mega Man Battle Network 4
MegaMan Battle Network 4 es el cuarto juego de la serie MegaMan Battle Network. Al igual que Battle Network 3, Battle Network 4 tiene dos versiones diferentes, Red Sun y Blue Moon, que se diferencian solo en pequeños detalles de juego y la historia. Battle Network 4 es compatible con el e-Reader, y puede ser conectado con Real Operation y el Battle Chip Gate para NetBattles, están presentes en las versiones en inglés. Es capaz de enlazar con Mega Man Zero 3, y contiene referencias a la serie Boktai de Konami.